# Гюлистан (крепость, Геранбойский район)
Гюлистанская крепость (азерб. Gülüstan qalası) — крепость, расположенная в двух километрах западнее села Гюлистан, на правом берегу речки Инджачай, на холме напротив горы Муровдаг, в Геранбойском районе Азербайджанской Республики.
В крепости имеется ведущий к воде подземный ход.

## Этимология
С персидского переводится как «страна роз».

## История
Крепость была резиденцией рода Бегларян, представители которого являлись властителями одноимённого армянского меликства. Была построена в XII веке. В 1881 году село и крепость Гюлистан посетил армянский поэт Раффи, который провел неделю в гостях у представителей семьи Бегларян - Сергея-бека и Александра-бека. Раффи посетил их родовые захоронения, где расшифровал почти неразборчивые надписи. Он увидел их полуразрушенную резиденцию -крепость Гулистан, а также деревенские церкви с настенными надписями. К тому моменту из пяти меликских домов Карабаха, только роду Бегларянов удалось сохранить некоторую часть своих территорий, которые включали 18 сел, все населенными армянами и простирающимися на большие расстояния.